# ジル・セント・ジョン

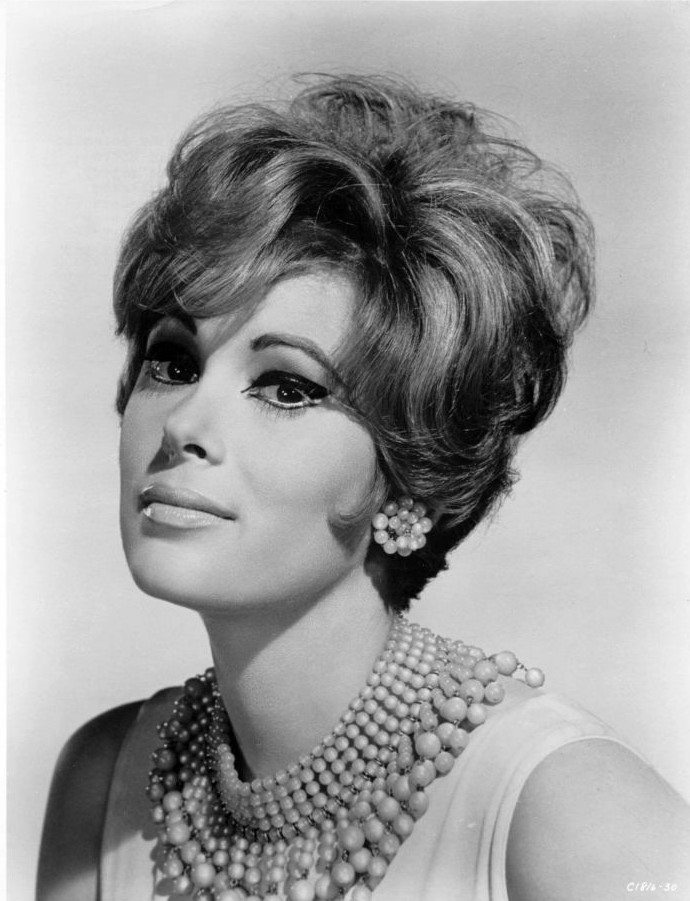
ジル・セント・ジョン

ジル・セント・ジョン（Jill St. John, 1940年8月19日 - ）は、アメリカの女優。本名はジル・アーリン・オッペンハイム（Jill Arlyn Oppenheim）。

## 来歴・人物
カリフォルニア州ロサンゼルス出身。IQ162で、14歳でカリフォルニア大学ロサンゼルス校(UCLA)に入学を許された。
1971年、007シリーズの『007 ダイヤモンドは永遠に』のボンドガールに抜擢された。
私生活では1960年にウールワースの創業者のひ孫であり、世界一金持ちの女の子と言われたバーバラ・ハットンの一人息子と結婚、1967年には人気歌手ジャック・ジョーンズと結婚、1991年には俳優ロバート・ワグナーと再婚した。フランク・シナトラ、ショーン・コネリー、ヘンリー・キッシンジャーらと派手に浮名を流した。

## 主な出演作品
- 東方の雷鳴　（1953）
- 失われた世界　（1960）
- ローマの哀愁 （1961）
- 夜は帰って来ない　（1961）
- 僕のベッドは花ざかり　（1963）
- 底抜けオットあぶない （1963）
- ナイスガイ・ニューヨーク　（1963）
- 殺しのエージェント （1966）
- オスカー　（1966）
- 一家8人逃亡す　（1966）
- 夜の誘惑　（1967）
- トニー・ローム/殺しの追跡　（1967）
- 王者の海賊　（1967）
- 007 ダイヤモンドは永遠に （1971）
- 電撃脱走・地獄のターゲット　（1972）
- ザ・プレイヤー （1992）　-　キネマ旬報ベストテン第3位